# سهل‌آباد (میانه)
سهل‌آباد یکی از روستاهای استان آذربایجان شرقی است که در دهستان کاغذکنان شمالی